# Governo personale di Luigi XIII
Il Governo personale di Luigi XIII è stato il quarto esecutivo del Regno di Francia, in carica dal 24 aprile 1617 al 12 agosto 1624. Si formò a seguito dell'assassinio del Primo ministro in carica, l'italiano Concino Concini, per ordine di re Luigi XIII, che detestava il suo ministro, favorito della madre Maria de' Medici, che fu allontanata da corte. Questo governo, presieduto dal Re stesso, fu dominato inizialmente dal Duca Charles d'Albert de Luynes, che pur non essendone membro influenzava parecchio le scelte del giovane sovrano.
Il governo intraprese una disastrosa campagna militare contro la città ribelle di Montauban, controllata dagli Ugonotti, nella quale perse la vita anche il Duca di Luynes (1621). Dopo questi avvenimenti, il Re si riavvicinò agli ambienti politici che avevano dominato il governo Concini e conferì, il 12 agosto 1624, la carica di Primo ministro al Cardinale Armand-Jean du Plessis de Richelieu, precedentemente ministro sotto Concini.

## Composizione
| Presidenza                                                         | Presidenza | Presidenza                                                  | Presidenza                             | Presidenza | Presidenza |
| Segretariato                                                       | Titolare   | Titolare                                                    | Titolare                               | Partito    |            |
| ------------------------------------------------------------------ | ---------- | ----------------------------------------------------------- | -------------------------------------- | ---------- | ---------- |
| Principale Ministro di Stato                                       |            | carica non assegnata (funzioni esercitate da Re Luigi XIII) |                                        |            |            |
| Ministri di Stato                                                  |            |                                                             |                                        |            |            |
| Segretariato                                                       | Titolare   | Titolare                                                    | Titolare                               | Partito    |            |
| Ministro di Stato per le province interne                          |            | Antoine de Loménie                                          |                                        |            |            |
| Ministro di Stato per le province di confine                       |            | Nicolas Brûlart de Sillery                                  |                                        |            |            |
| Ministro di Stato per le colonie                                   |            | Henri-Auguste de Loménie                                    |                                        |            |            |
| Ministri                                                           |            |                                                             |                                        |            |            |
| Segretariato                                                       | Titolare   | Titolare                                                    | Titolare                               | Partito    |            |
| Cancelliere                                                        |            | Nicolas Brûlart de Sillery                                  |                                        |            |            |
| Segretario di stato per gli affari esteri                          |            | Pierre Brûlart de Sillery                                   |                                        |            |            |
| Segretario di stato per la guerra                                  |            | Nicolas Brûlart de Sillery                                  |                                        |            |            |
| Segretario di stato per la marina                                  |            | Henri-Auguste de Loménie                                    |                                        |            |            |
| Sovrintendente alle finanze Presidente del Consiglio delle Finanze |            | Pierre Jeannin                                              | fino al 6 settembre 1619               |            |            |
| Sovrintendente alle finanze Presidente del Consiglio delle Finanze |            | Henri de Schomberg                                          | dal 6 settembre 1619 al 6 gennaio 1623 |            |            |
| Sovrintendente alle finanze Presidente del Consiglio delle Finanze |            | Charles de la Vieuville                                     | dal 6 gennaio 1623                     |            |            |
| Ministri senza portafoglio                                         |            |                                                             |                                        |            |            |
| Segretariato                                                       | Titolare   | Titolare                                                    | Titolare                               | Partito    |            |
| Segretario di stato della Maison du Roi                            |            | Antoine de Loménie                                          |                                        |            |            |
| Segretario di stato per gli affari della Religione Riformata       |            | Paul Phélypeaux de Pontchartrain                            | fino al 21 ottobre 1621                |            |            |
| Segretario di stato per gli affari della Religione Riformata       |            | Raymond Phélypeaux de la Vrillière                          | dal 21 ottobre 1621                    |            |            |